# Cui Ying
Cui Ying (ur. 11 listopada 1982) – chińska zapaśniczka walcząca w stylu wolnym. Zajęła czternaste miejsce na mistrzostwach świata w 2001. Pierwsza w Pucharze Świata w 2001, a druga w 2002 roku.